# Cono van Soissons
Cono van Soissons (overleden in 1180) was van 1178 tot aan zijn dood graaf van Soissons. Hij behoorde tot het huis Nesle.

## Levensloop
Cono was de oudste zoon van heer Rudolf II van Nesle, tevens burggraaf van Brugge, en Gertrudis, dochter van graaf Lambrecht van Montaigu. 
Na de dood van zijn vader rond 1160 werd hij heer van Nesle en burggraaf van Brugge. In 1178 erfde hij na de dood van zijn oom Ivo eveneens het graafschap Soissons.
In 1164 huwde Cono met Agatha, dochter van heer Dreux van Perrefonds. Het huwelijk bleef kinderloos.
Cono van Soissons overleed in 1180. Zijn bezittingen werden geërfd door zijn jongere broers: Rudolf I verwierf Soissons, terwijl de heerlijkheid Nesle en het burggraafschap Brugge naar Jan I gingen.